# Philippe Léonard
Philippe Léonard (n. 14 februarie 1974, Liège, Belgia) este un fost fotbalist belgian care a evoluat la echipa Rapid București pe postul de fundaș. Este și un fost component al echipei  naționale de fotbal a Belgiei.

## Carieră
A debutat pentru Rapid București în Liga I pe 2 martie 2008 într-un meci câștigat împotriva echipei Oțelul Galați.
Este campion al Franței cu AS Monaco în 1997 și 2000, vicecampion al Franței cu AS Monaco în 2003, vicecampion al Belgiei cu Standard Liège în 1993, 1995 și 2006, câștigător al Cupei Belgiei cu Standard Liège în 1993 și semifinalist al Ligii Campionilor cu AS Monaco în 1998.

## Titluri
| Sezon     | Club           | Titlu                      |
| --------- | -------------- | -------------------------- |
| 1993      | Standard Liège | Cupa Belgiei               |
| 1996-1997 | AS Monaco      | Ligue 1                    |
| 1997      | AS Monaco      | Supercupa Franței          |
| 1999-2000 | AS Monaco      | Ligue 1                    |
| 2000      | AS Monaco      | Supercupa Franței          |
| 2001      | AS Monaco      | Finalist Coupe de la Ligue |